# جايسون ميلر (حاخام)
جايسون ميلر (بالإنجليزية: Jason Miller)‏ هو حاخام أمريكي، ولد في 24 يوليو 1976 في ديترويت في الولايات المتحدة.